# Trattoria

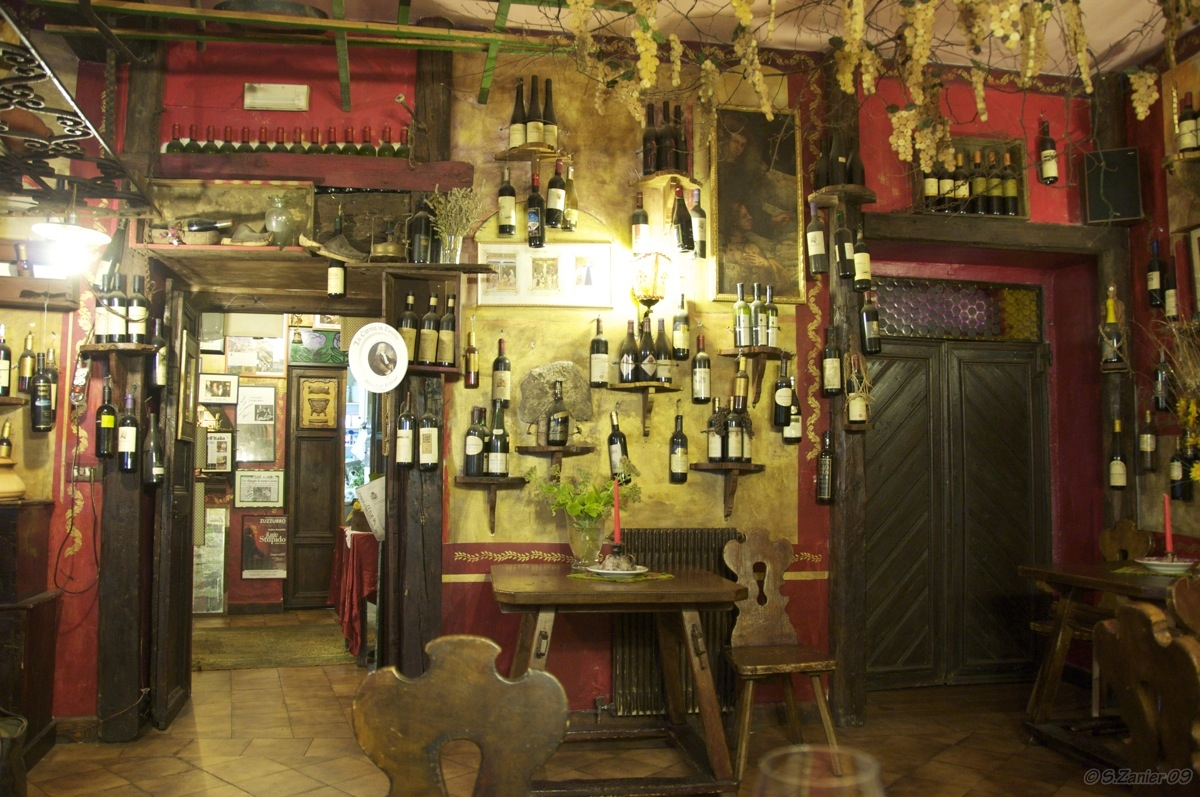
Typowa włoska trattoria, Tolmezzo, Friuli

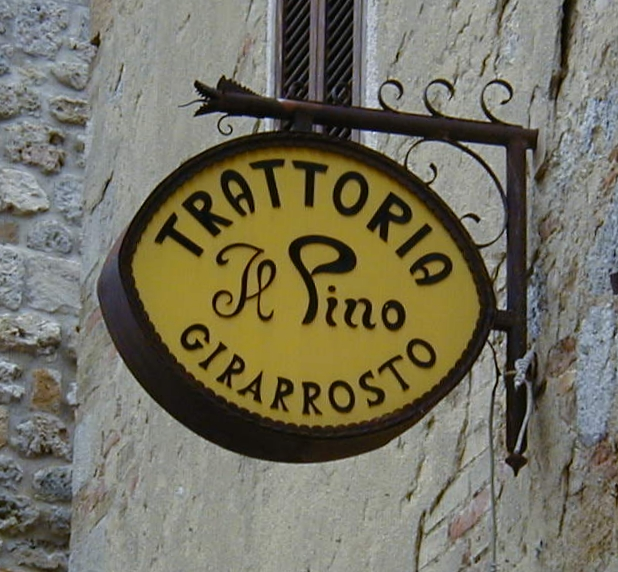
Szyld trattorii w Toskanii

Trattoria (wł. trattoria) – rodzaj lokalu gastronomicznego we Włoszech, utrzymanego we włoskim stylu, skromniejszego niż restauracja, ale oferującego więcej niż austeria (osteria).
Jadłodajnia otwarta jest codziennie, nie ma karty dań, jedzenie jest skromne, ale obfite, bazujące głównie na regionalnych i lokalnych przepisach, wino sprzedawane jest na karafki, ceny są niskie, główny nacisk kładzie się na stałą klientelę, a nie na wykwintność kuchni. Bywa, że w trattoriach klienci zasiadają przy dużych, wspólnych stołach.
Potrawy  serwowane w trattorii opcjonalnie można kupić w pojemnikach na wynos, do spożywania w  domu, podobnie jak  w firmie cateringowej.